# Bidaloti, Koratagere
Bidaloti là một làng thuộc tehsil Koratagere, huyện Tumkur, bang Karnataka, Ấn Độ.